# Invictus (álbum de Virgin Steele)
Invictus es el octavo álbum de la banda de heavy metal estadounidense Virgin Steele, publicado en 1998 por el sello Noise.
Frente al estilo de algunos de sus primeros álbumes, en clave de hard-rock, Invictus es un disco de epic metal, en el que aparecen desde los riffs más feroces hasta pasajes de teclado que le dan una atmósfera "clásica", ambientada en la antigua Grecia.[cita requerida]
El álbum continúa con la historia ya iniciada en sus anteriores trabajos "Marriage Of Heaven And Hell I" y "Marriage Of Heaven And Hell II". El título inicialmente iba a ser "A Session in Purgatory", aunque la banda desistió de este nombre conforme iba grabando los temas y se iba desarrollando el carácter del disco. Descubrimos las aventuras del héroe Endyamon, quien, junto a la heroína Emalaith (de quien ya oímos hablar en anteriores trabajos) luchará contra el Panteón de los Dioses, que representa la tiranía y la opresión que se había interpuesto en la vida de ambos héroes durante 700 años.

## Temas
1. The Blood Of Vengeance
2. Invictus
3. Mind, Body, Spirit
4. In The Arms Of The Death God
5. Through Blood And Fire
6. Sword Of The Gods
7. God Of Our Sorrows
8. Vow Of Honour
9. Defiance
10. Dust From The Burning
11. Amaranth
12. A Whisper Of Death
13. Dominion Day
14. A Shadow Of Fear
15. Theme From "The Marriage.."
16. Veni, Vidi, Vici

## Músicos
- David Defeis: Voz y teclados
- Edward Pursino: Guitarra
- Rob Demartino: Bajo
- Frank Gilchreist: Batería

- Datos: Q1097535